# Dourwanga
Dourwanga (auch: Dourwango, Drouanga, Drouwanga) ist ein Dorf in der Landgemeinde Tesker in Niger.

## Geographie
Das Dorf befindet sich rund 50 Kilometer südöstlich des Hauptorts Tesker der gleichnamigen Landgemeinde und des gleichnamigen Departements Tesker in der Region Zinder. In etwa derselben Entfernung von Dourwanga befindet sich das Dorf Yougoum im Südosten.
Es herrscht das Klima der Sahara vor, mit einer durchschnittlichen jährlichen Niederschlagsmenge von unter 200 mm.

## Geschichte
Im Gebiet von Dourwanga lebt die Tubu-Untergruppe der Daza von Tesker. Sie wurde 1985 als eigene Gruppierung (groupement) anerkannt. Ihr Anführer wurde 2015 Amadou Boukar.
Die landesweite Ernährungskrise von 2010 war auch von einer Futtermittelknappheit begleitet. In Dourwanga kam es zu einem massiven Viehsterben.

## Bevölkerung
Bei der Volkszählung 2012 hatte Dourwanga 448 Einwohner, die in 76 Haushalten lebten. Bei der Volkszählung 2001 betrug die Einwohnerzahl 336 in 65 Haushalten und bei der Volkszählung 1988 belief sich die Einwohnerzahl auf 1338 in 255 Haushalten.
Die Bevölkerungsdichte in diesem Gebiet ist gering und liegt bei unter 10 Einwohnern je Quadratkilometer.

## Wirtschaft und Infrastruktur
Dourwanga liegt in einem Gebiet der Naturweidewirtschaft, wobei vor allem die Rinder- und Schafzucht wirtschaftlich bedeutend sind. Von den ortsansässigen Daza werden außerdem Kamele gezüchtet. Mit einem Centre de Santé Intégré (CSI) ist ein Gesundheitszentrum im Dorf vorhanden. Es gibt eine Schule. Das nigrische Unterrichtsministerium richtete 1996 gemeinsam mit dem Welternährungsprogramm der Vereinten Nationen zahlreiche Schulkantinen in von Ernährungsunsicherheit betroffenen Zonen ein, darunter eine für Nomadenkinder in Dourwanga.